# Pollen (film)
Pour les articles homonymes, voir Pollen (homonymie).
Pour plus de détails, voir Fiche technique et Distribution.
Pollen (Les ailes de la vie au Québec) est un film documentaire américain de Louie Schwartzberg sorti en 2011.

## Synopsis
Apparues il y a environ 135 millions d'années, les fleurs, symboles de beauté, fragiles et mystérieuses, sont l'avenir de la terre. Pour assurer leur survie et la pérennité de leur espèce, elles sont obligées de se reproduire par procuration. C'est là qu'interviennent les « pollinisateurs », des insectes qui transportent le pollen.

## Fiche technique
- Titre : Pollen
- Titre original : Wings of Life
- Réalisation et scénario : Louie Schwartzberg
- Sociétés de production : Blacklight Films, Disneynature
- Pays :  États-Unis
- Genre : documentaire
- Durée : 1 h 17
- Date de sortie : 16 mars 2011[Où ?]

## Distribution
- Meryl Streep : narration (VO)
- Mélanie Laurent : narration (VF)